# 836 TCN
836 TCN là một năm trong lịch La Mã.